# Авдотьино (Сосновский сельсовет, Вологодский район)
Авдотьино — деревня в Вологодском районе Вологодской области.
Входит в состав Сосновского сельского поселения, с точки зрения административно-территориального деления — в Сосновский сельсовет.
Расстояние по автодороге до районного центра Вологды — 26,5 км, до центра муниципального образования Сосновки — 7 км. Ближайшие населённые пункты — Корюкино, Язвицево, Терпелка, Клюшниково, Князево, Новый Источник, Стризнево, Силино, Меники.
| 2010 |
| ---- |
| 0    |